# チャイロマルハタ
チャイロマルハタ（学名：Epinephelus coioides）は、ハタ科に分類される魚類の一種。インド太平洋に分布し、河口やサンゴ礁に生息する。全長1mを超える大型のハタで、体にある多数の茶色の点が特徴である。

## 分類と名称
1822年にイギリスの動物学者であるフランシス・ブキャナンによって Bola coioides として記載され、タイプ産地はガンジス川の河口であった。種小名は「キノボリウオ属に似た」を意味する。brown-spotted rockcod、estuary cod、estuary rockcod、goldspotted rockcod、greasy cod、North-west groper、orange spotted cod、blue-and-yellow grouperなどの英名がある。

## 分布と生息地
スエズ湾から南アフリカまでのダーバンまでのアフリカ大陸東海岸から、マダガスカル、モーリシャス、レユニオン、ペルシャ湾を含むインド洋を通り、東はパラオやフィジーまで、北は日本、南はオーストラリアまで、インド太平洋に広く分布する。日本では新潟県以南の日本海側、千葉県以南の太平洋側、南西諸島で見られる。オーストラリアでは、西オーストラリア州のカーナーボンから北部を通り、ニューサウスウェールズ州のソリタリー諸島まで見られる。地中海では1969年にイスラエル沖で初めて確認され、それ以来まれに記録されている。いくつかの国では養殖が行われており、こうした個体が逸脱する可能性がある。海岸付近や島嶼部のサンゴ礁に生息し、幼魚は砂底、泥底、砂利底の河口やマングローブで見られる。

## 形態
体は比較的長く、体長は体高の2.9-3.7倍。頭部背面の輪郭は、眼の間では平らかわずかに凸状で、前鰓蓋の角には鋸歯と浅い切れ込みがある。鰓蓋上縁は直線またはわずかに凸状である。背鰭は11棘と13-16軟条から、臀鰭は3棘と8軟条から成る。背鰭棘条部の鰭膜には、明確な切れ込みがある。尾鰭は丸みを帯びる。側線鱗数は58-65枚。頭部と体の背面は明るい茶色で、腹面に向かうにつれて白みが強くなる。体側面には4つの暗色斑があり、背面には3-4個の暗色の鞍状斑が入る。多数の茶色またはオレンジ色の小斑点が全身に散らばる。幼魚は斑点が大きく、数も少ないが、成長するにつれて斑点が小さくなり、数が増える。全長は120cm、体重は15kgに達する。

## 生態
魚類、エビ、カニ、その他の底生の甲殻類を捕食する肉食魚。夜間は泥の中に体を埋める。部分的な雌性先熟の雌雄同体であり、一部の個体は雄として生まれるが、雌は体長約67cm、7.5歳で雄に性転換する。パプアニューギニア沖では、毎月3-4日間砂泥底に集まり、約1,500尾が集団で産卵する。ペルシア湾では3-6月にかけて産卵する。卵と幼生は浮遊性である。

## 人との関わり
広い地域で商業漁業の対象となっており、食用となる。生きたままもしくは鮮魚として販売され、養殖も試みられている。日本では高知県や鹿児島県など、南方で多く水揚げされる。ハタの中でも大型で美味であるため、高値で取引されている。